# علی‌اصغر سلطانیه
علی اصغر سلطانیه (زاده ۱۳۲۹ در تهران) دانش‌آموختهٔ دانشگاه ایالتی یوتا اولین سفیر ایران در آژانس بین‌المللی انرژی اتمی در دولت میرحسین موسوی و نخستین نماینده ایران در آژانس بین‌المللی انرژی اتمی بود؛ که در دولت دهم جمهوری اسلامی ایران، دوباره به این سمت برگزیده شد، بدین‌ترتیب که در آذر ماه سال ۱۳۸۴ بنا به پیشنهاد غلام‌رضا آقازاده، رئیس وقت سازمان انرژی اتمی، با حکمی که به امضای محمود احمدی‌نژاد هم رسید، به این سمت منصوب شد و جایگزین محمدمهدی آخوندزاده گردید که پیش از وی عهده‌دار این سمت بود و پس از گذشت ۷ سال از فعالیتِ علی‌اصغر سلطانیه به عنوان نماینده ایران در آژانس، وی در گفتگو با خبرنگاران در وین اعلام کرد که از ماه سپتامبر سال ۲۰۱۳، دوره مسئولیتش در آژانس به پایان می‌رسد و وی از این سمت کناره‌گیری می‌کند و رضا نجفی جایگزین وی شد.

## سوابق شغلی
برخی سوابق سلطانیه:
- معاونت سازمان انرژی اتمی
- نخستین نمایندهٔ مقیم ایران در آژانس بین‌المللی انرژی اتمی در دولت میرحسین موسوی
- نمایندگی ایران در دفتر سازمان ملل متحد و دیگر سازمان‌های بین‌المللی در وین (از جمله آژانس بین‌المللی انرژی اتمی)
- معاونت ادارهٔ کل سیاسی و بین‌الملل وزارت امور خارجه